# Dinophysis
Genre de microalgues toxiques
Genre
Dinophysis (Ehrenberg, 1839) est un genre de microalgues unicellulaires (dinoflagellés), appartenant au plancton des eaux tropicales et tempérées de l'océan mondial. Le genre est constitué de plusieurs espèces de protistes photosynthétiques. Dinophysis est un exemple connu d'organisme kleptoplaste ; en effet, les Dinophysis obtiennent leurs chloroplastes par prédation sur des ciliés photosynthétiques du genre Mesodinium (von Stein). Les Dinophysis sont également connus pour leur production de toxines diarrhéiques, qui peuvent s'accumuler dans les bivalves filtreurs et causer des empoisonnements chez les consommateurs.

## Description morphologique
Les Dinophysis sont des protistes marins, dont l'unique cellule est entourée d'une thèque, une paroi constituée de cellulose. La thèque est aplatie latéralement, et présente une surface d'aspect rugueux, ponctuée de petites alvéoles. Une cellule de Dinophysis peut mesurer entre 25 et 150 µm.
Comme chez la majorité des dinoflagellés à thèque, l'enveloppe de Dinophysis présente deux sillons perpendiculaires : un vertical (le sulcus) et un horizontal (le cingulum). Chaque sillon abrite l'un des deux flagelles de la cellule. Ces flagelles permettent la motilité de la cellule, le flagelle du sulcus permettant la propulsion vers l'avant, et celui du cingulum la rotation de la microalgue sur elle-même.
La thèque présente également des excroissances de part et d'autre des sillons : le sulcus est bordé de deux ailettes, tandis que le cingulum est bordé de deux collerettes. La forme de la thèque est caractéristique de certaines espèces de Dinophysis, et permet de les identifier.

## Écologie
Dinophysis est un organisme kleptoplaste, ce qui signifie qu'il est capable de séquestrer les chloroplastes d'un autre organisme afin de réaliser sa propre photosynthèse. Chez Dinophysis, la kleptoplastie a été observée à partir de proies spécifiques : les ciliés photosynthétiques du genre Mesodinium,. Etonnamment, Mesodinium est lui-même un kleptoplaste, qui séquestre les chloroplastes de microalgues cryptophytes. L'origine des chloroplastes de Dinophysis (les microalgues cryptophytes) lui confère une pigmentation inhabituelle pour les dinoflagellés, avec notamment la présence de phycobiliprotéines,, des pigments spécifiques des cryptophytes, des cyanobactéries et des algues rouges.
Chez Dinophysis, la reproduction asexuée se fait par division cellulaire. La cellule se scinde en deux le long de la suture qui relie les deux grandes plaques thécales, sur les bords de la thèque. Chaque cellule-fille hérite ainsi d'une moitié de la thèque de la cellule-mère, et doit synthétiser l'autre moitié. Durant la division, les cellules-filles sont reliées par une structure appelée pont mégacytique dorsal, et forment un doublet de cellules. Ce processus particulier de division cellulaire est appelé desmoschise.

## Toxicité
Les Dinophysis sont capables de produire plusieurs types de toxines : l'acide okadaïque et ses dérivés les dinophysistoxines, ainsi que les pecténotoxines. Toutes les espèces ou souches de Dinophysis ne produisent pas les mêmes toxines.
Les bivalves filtreurs (huîtres et moules notamment) sont susceptibles d'accumuler les toxines produites par Dinophysis dans leurs tissus en filtrant dans leurs branchies les cellules de Dinophysis. L'acide okadaïque et les dinophysistoxines agissent dans les cellules humaines comme des inhibiteurs de phosphatases, et sont responsables de graves empoisonnements à symptômes diarrhéiques chez les consommateurs de coquillages contaminés (on parle alors de Diarrheic Shellfish Poisoning, ou DSP). L'acide okadaïque et les dinophysistoxines sont donc classés comme des DSP-toxines. Les pecténotoxines sont quant à elles métabolisées par les bivalves en d'autres composés, pour lesquels aucun effet toxique n'a été observé chez l'humain à ce jour.
Dinophysis est l'un des genres les plus connus parmi les microalgues responsables d'efflorescences d'algues nuisibles (communément appelées HAB, pour Harmful Algal Bloom en anglais). En France, le REPHY (réseau de suivi du phytoplancton) de l'Ifremer assure la surveillance de la présence de Dinophysis dans les eaux côtières par des prélèvements bimensuels. Au-delà d'un certain seuil (200 cellules de Dinophysis par litre d'eau de mer), un  signalement est transmis à la préfecture du département concerné, pouvant déclencher une interdiction de consommation des coquillages. Parallèlement, le REPHYTOX (réseau des suivi des phycotoxines), également opéré par l'IFREMER, effectue un suivi de la présence de DSP-toxines dans les mollusques bivalves.

## Liste d'espèces
---Note : la liste d'espèces présentée ici n'est pas exhaustive.---
Dinophysis acuminata-complex :
- Dinophysis acuminata
- Dinophysis ovum
- Dinophysis sacculus

Autres espèces :
- Dinophysis acuta
- Dinophysis caudata
- Dinophysis miles
- Dinophysis norvegica
- Dinophysis tripos